# 龐塞·德萊昂鎮區 (密蘇里州斯通縣)
龐塞·德萊昂鎮區（英語：Ponce de Leon Township）是位於美國密蘇里州斯通縣的一個行政鎮區。

## 地方資料
龐塞·德萊昂鎮區的面積為56.91平方千米，當中陸地面積為56.47平方千米，而水域面積為0.44平方千米。根據2020年美國人口普查的數據，當地共有人口251人，而人口密度為每平方千米4.41人。